# Валуевское сельское поселение (Волгоградская область)
Валу́евское се́льское поселе́ние — муниципальное образование в составе Старополтавского района Волгоградской области.
Административный центр — село Валуевка.

## История
Валуевское сельское поселение образовано 17 января 2005 года в соответствии с Законом Волгоградской области № 991-ОД.

## Население
| 2010 | 2012  | 2013  | 2014  | 2015  | 2016 | 2017  |
| ---- | ----- | ----- | ----- | ----- | ---- | ----- |
| 1071 | ↘1052 | ↘1047 | ↘1033 | ↘1013 | ↘995 | ↗1002 |
| 2018 | 2019  | 2020  | 2021  |       |      |       |
| ↘988 | ↘964  | ↘961  | ↘958  |       |      |       |

## Состав сельского поселения
| № | Населённый пункт | Тип населённого пункта       | Население |
| - | ---------------- | ---------------------------- | --------- |
| 1 | Валуевка         | село, административный центр | ↘958      |